# Gli eroi del Gladiator
Gli eroi del Gladiator. La ferrovia transafricana del XX secolo è un romanzo avventuroso fantascientifico per ragazzi scritto e illustrato dall'autore italiano Yambo (alias Enrico Novelli), pubblicato nel 1900 con 300 disegni.
Ambientato in un futuro 1953, il romanzo racconta l'epopea della costruzione di una ferrovia che attraversa l'Africa da nord a sud. Costituisce un curioso esempio di letteratura coloniale italiana con elementi fantascientifici, nel quale l'autore immagina un'Africa del futuro quasi del tutto prospera e modernizzata grazie all'apporto degli Europei, rappresentati in particolare dall'ingegno civilizzatore del protagonista italiano.
Il romanzo fa ricorso – anche con finalità comiche e satiriche – ai numerosi stereotipi razzisti tipici della propaganda colonialista e nazionalista italiana ed europea dell'epoca.

## Storia editoriale
Il romanzo uscì per la prima volta a Roma nel 1900 in cinquantuno dispense illustrate dalla Tipografia-Editrice Calzone-Villa. Nel 1904 la tipografia cambiò ragione sociale in «G. Scotti & C.», continuando a ristampare i titoli di Yambo nei propri periodici.
La prima ristampa in volume unico uscì a Milano il 18 gennaio 1927 per Antonio Vallardi (500 pagine in brossura illustrata). Una seconda tiratura Vallardi, datata 1930, è attestata da librerie antiquarie che ne indicano 499 pagine e 182 disegni nel testo. Le due edizioni non presentano modifiche di rilievo, salvo l'aggiunta di una prefazione.
Nel 1976 l'editore Edipem di Novara ne propose una riduzione per la collana «Il narratore» (236 pagine con otto tavole illustrate fuori testo).
Dal 2014 questa e le altre opere di Yambo sono nel pubblico dominio. Il testo integrale, comprensivo di tutte le tavole originali, è tornato in commercio il 20 ottobre 2018 per le Edizioni Trabant (collana «Quante Storie»).

## Trama

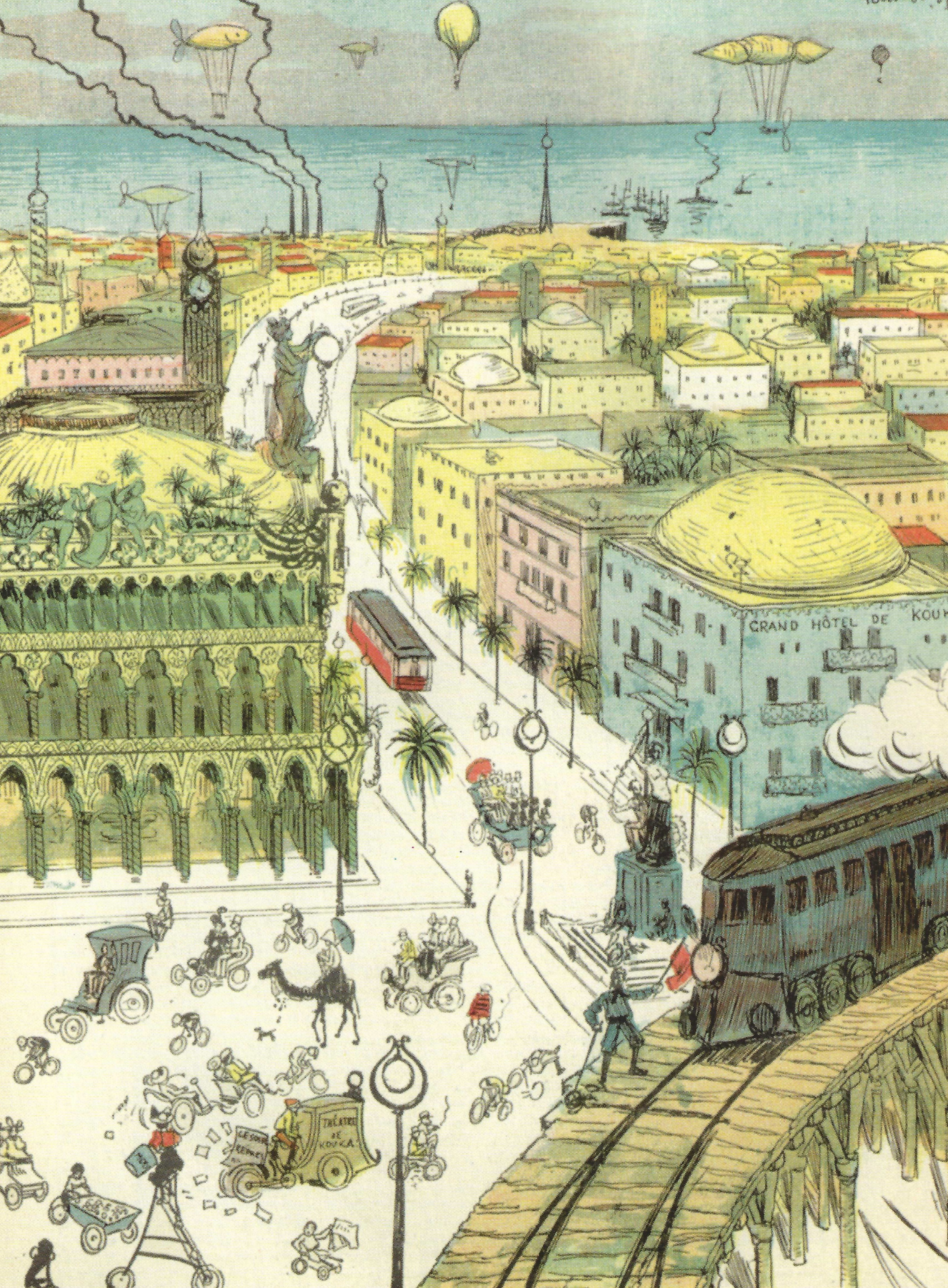
Illustrazione dal romanzo

L'ingegnere italiano Luigi Dalteno viene incaricato di realizzare una ferrovia transafricana che colleghi il nord e il sud del continente nero. Nell'impresa è affiancato dall'imprenditore Alcibiade Ricciarelli, da sua figlia Bice e dal prestigiatore tedesco Hermann Efferding. Il gruppo deve affrontare l'ostilità delle popolazioni locali e in particolare del bandito francese Grand-Jean, autoproclamatosi "Imperatore dell'Africa Centrale", che domina le regioni interne impedendo l'accesso agli europei.
Dalteno riesce a superare gli ostacoli grazie all'ausilio di un potente dirigibile avveniristico battezzato Gladiator, che consente ai protagonisti di viaggiare in sicurezza e contrastare con successo sia i nemici sia i pericoli naturali. Durante il viaggio, i protagonisti si servono anche di mezzi straordinari, come carrozze trainate da struzzi e un leone addomesticato, che accompagnano l'impresa aggiungendo un tocco di fantasia e spettacolarità. Dopo una lunga serie di inseguimenti e avventure attraverso l'Africa, la ferrovia viene infine completata, portando la "civiltà" europea nel cuore del continente.

## Personaggi
Luigi DaltenoIngegnere italiano, protagonista della vicenda, rappresentato come geniale e civilizzatore. Incarna l'ideale di progresso tecnico e morale italiano, ed è rappresentato come un eroe epico che guida l'opera di civilizzazione dell'Africa.
Alcibiade Senofonte RicciarelliFacoltoso imprenditore, finanziatore e compagno di spedizione di Dalteno. Figura di supporto all'impresa, rappresenta l'alleanza tra capitalismo e scienza che rende possibile il progetto coloniale.
Bice RicciarelliGiovane figlia di Alcibiade, unica figura femminile nel gruppo di Dalteno. Non ha un ruolo attivo nell'impresa tecnica, ma incarna il modello di giovane donna europea che assiste ammirata al trionfo della civiltà occidentale.
Hermann EfferdingPrestigiatore tedesco che si unisce all'impresa, esperto di trucchi e illusioni. Appartiene a una coppia di artisti circensi tedeschi, alleati degli italiani e rappresentati in modo positivo e fantasioso, in contrasto con la rigidità dello stereotipo tedesco tradizionale.
Grand-JeanAvventuriero francese e fuorilegge, autoproclamatosi "Imperatore dell'Africa Centrale", antagonista principale che tenta di ostacolare la costruzione della ferrovia. È raffigurato con tratti animaleschi e caricaturali, e incarna una critica implicita alla dominazione coloniale francese, rappresentata come brutale e illegittima.

## Accoglienza e critica
Alla sua uscita nel 1900, La Civiltà Cattolica scriveva che si tratta di "un romanzo di viaggi e avventure straordinarissime, alla maniera di Giulio Verne e del Cervantes", lodando da un lato l'immaginazione e l'aggiornamento tecnico-scientifico dell'autore, dall'altro le sue illustrazioni, attrattive in particolare per un pubblico giovanile; concludeva tuttavia che il romanzo era limitato dal punto di vista letterario e i personaggi stereotipati, come altri di Yambo: "ogni cosa sua è abbozzata, non finita".
Riccardo Valla ha riconosciuto l'opera tra i primi spunti fantascientifici dell'Italia d'inizio Novecento.
Michela Toppano ha analizzato il romanzo come un esempio di narrazione coloniale rivolta alla gioventù italiana, nel quale l'autore costruisce un modello idealizzato di dominazione italiana contrapposto a quello francese, raffigurato come brutale e illegittimo. L'opera proietta la fantasia di una rivincita coloniale italiana, incarnata dal protagonista Luigi Dalteno che guida una missione civilizzatrice nel cuore dell'Africa.
Toppano sottolinea inoltre l'uso diffuso di stereotipi razzisti e culturali: le popolazioni africane sono spesso descritte come superstiziose, idolatre, violente o cannibali, in modo caricaturale e grottesco, anche con finalità comiche. La rappresentazione degli altri europei è altrettanto stereotipata: gli inglesi risultano ridicoli e testardi, i francesi corrotti o crudeli, mentre i tedeschi, come il prestigiatore Efferding, sono alleati fantasiosi e positivi.
Il romanzo risulta così funzionale a una forma di educazione nazionale, trasmettendo ai giovani ideali di progresso, prestigio e missione civilizzatrice dell'Italia nel mondo.
La mostra temporanea «Yambo: un pioniere della fantascienza italiana fra letteratura, cinema e fumetto», allestita al MuFant di Torino dal 19 ottobre 2024 al 2 febbraio 2025, espone prime edizioni e tavole cromolitografiche del Gladiator.

## Edizioni
- Yambo, Gli eroi del Gladiator, in 51 dispense, Roma, Calzone Villa, 1900.
- Yambo, Gli eroi del Gladiator, Milano, Antonio Vallardi, 1930 [1926-1937].
- Yambo, Gli eroi del Gladiator, collana Il narratore, Novara, EdiPEM, 1976.
- Yambo, Gli eroi del Gladiator, collana Quante Storie, Brindisi, Trabant, 2018, ISBN 978-88-320-9100-7.